# Грязовецький табір
Грязовецький табір НКВС для військовополонених (пол. Obóz jeniecki NKWD w Griazowcu) — радянський табір військовополонених, підлеглий Наркомату внутрішніх справ СРСР. Створений у вересні 1939 р. для утримання польських полонених із т. зв. «першої групи». Був також головним місцем утримання фінських полонених Зимової війни. Містився в колишньому монастирі, пізнішому будинку відпочинку тресту «Совлєспром», біля залізниці Ярославль—Вологда, приблизно за 8 км від міста та залізничної станції Грязовець. Існував до кінця 1948 р. Начальником табору був лейт. держ. безп. Михайло Філіппов.

## Історія
Перша група поляків, заарештованих після агресії СРСР проти Польщі 17 вересня 1939, надійшла в табір уже в жовтні 1939 року. Проте польські військовополонені спочатку здебільшого утримувалися в Козельському, Старобільському та Осташковському таборах. Більшість із них навесні 1940 р. була позбавлена життя внаслідок Катинського розстрілу. Невелика частина затриманих поляків не потрапила в місця страти, а була вислана до табору в Юхнов, а потім до табору НКВС у Грязовець, де було зібрано в'язнів, відібраних енкаведистами зі спеціальних таборів для втілення в життя «перспективних» планів (у травні 1940 таких було 395).
Створений на початку список утримуваних у Грязовці, який склав один із бранців, тодішній підхорунжий Єжи Турський (1920 року народження), налічував 432 душі.. Серед них були два римокатолицькі священнослужителі о. Каміль Кантак і о. Францішек Тичковський, переведені в Грязовець із московських в'язниць Бутирка і Луб'янка.
Табір став найбільшим місцем збору фінських військовополонених, захоплених у ході Зимової війни: 598 із 876 бранців цієї війни утримувалися тут. Одначе вже в квітні 1940 р. їх було передано на батьківщину. У таборі також опинилися після Луб'янки військовослужбовці англійської та французької армій, які втекли з нацистського полону до СРСР. Французи, незадоволені тим, що, бувши фактично союзниками, утримуються у таборі для військовополонених, хотіли вчинити в таборі бунт, але вже в серпні 1941 р. їх передали армії де Голля.
На початок Німецько-радянської війни тут знаходилося понад 1000 осіб. 2 вересня 1941 у результаті підписання угоди Сікорського-Майського і творення Польської Армії в СРСР польські військовополонені покинули Грязовецький табір. У жовтні 1941 табір було розформовано, та знову організовано 1943 року як офіцерський табір для військовополонених. На 1945 рік тут налічувалося понад 5000 військовополонених.
Значна частка військовополонених мала високий рівень освіти. Серед відомих поляків у цьому таборі перебував генерал Зигмунт Берлінг і Єжи Волковіцький та художник Юзеф Чапський, із відомих французів — капітан П'єр Бійот, який вважався танковим асом, а з німців — один із найкращих асів Другої світової Еріх Гартманн та німецький композитор Ганс Карсті, чиї шлягери зажили популярності вже в післявоєнній Німеччині.